# Moultonianthus leembruggianus
Moultonianthus es un género monotípico perteneciente a la familia de las euforbiáceas. Su única especie: Moultonianthus leembruggianus es nativa de Malasia y China. 

## Taxonomía
Moultonianthus leembruggianus fue descrito por (Boerl. & Koord.) Steenis y publicado en Bulletin du Jardin Botanique de Buitenzorg, sér. 3, 17: 405. 1948.
Sinonimia
- Erismanthus leembruggianus Boerl. & Koord.
- Moultonianthus borneensis Merr.[2][3]